# Степок (Харьковская область)
Степок (укр. Степок) — село, Грушевахский сельский совет, Барвенковский район,
Харьковская область.
Код КОАТУУ — 6320482002. Население по переписи 2001 г. составляет 170 (78/92 м/ж) человек.

## Географическое положение
Село Степок находится в 1,5 км от канала Днепр-Донбасс, в том месте где для него используется русло реки Берека, в 1,5 км находится село Червоний Лиман, в 5 км село Грушеваха.
Через село проходит автомобильная дорога Т-2109.
Часть села раньше называлась Корбовка.

## Экономика
В селе есть молочно-товарная ферма.

## Достопримечательности
- Братская могила советских воинов. Похоронено 100 воинов.
- В 2018 году всеукраинская поисковая военно-мемориальная экспедиция "Барвенковский котел — 1942". Во время раскопок археологам удалось обнаружить останки 69 погибших во время Второй мировой войны, сотни единиц оружия, личные вещи, медаль "За отвагу" и уникальные опознавательные знаки погибших. 21 сентября состоялось торжественное перезахоронение останков солдат, погибших и пропавших без вести в селе Дмитровка.